# Atlanti charta

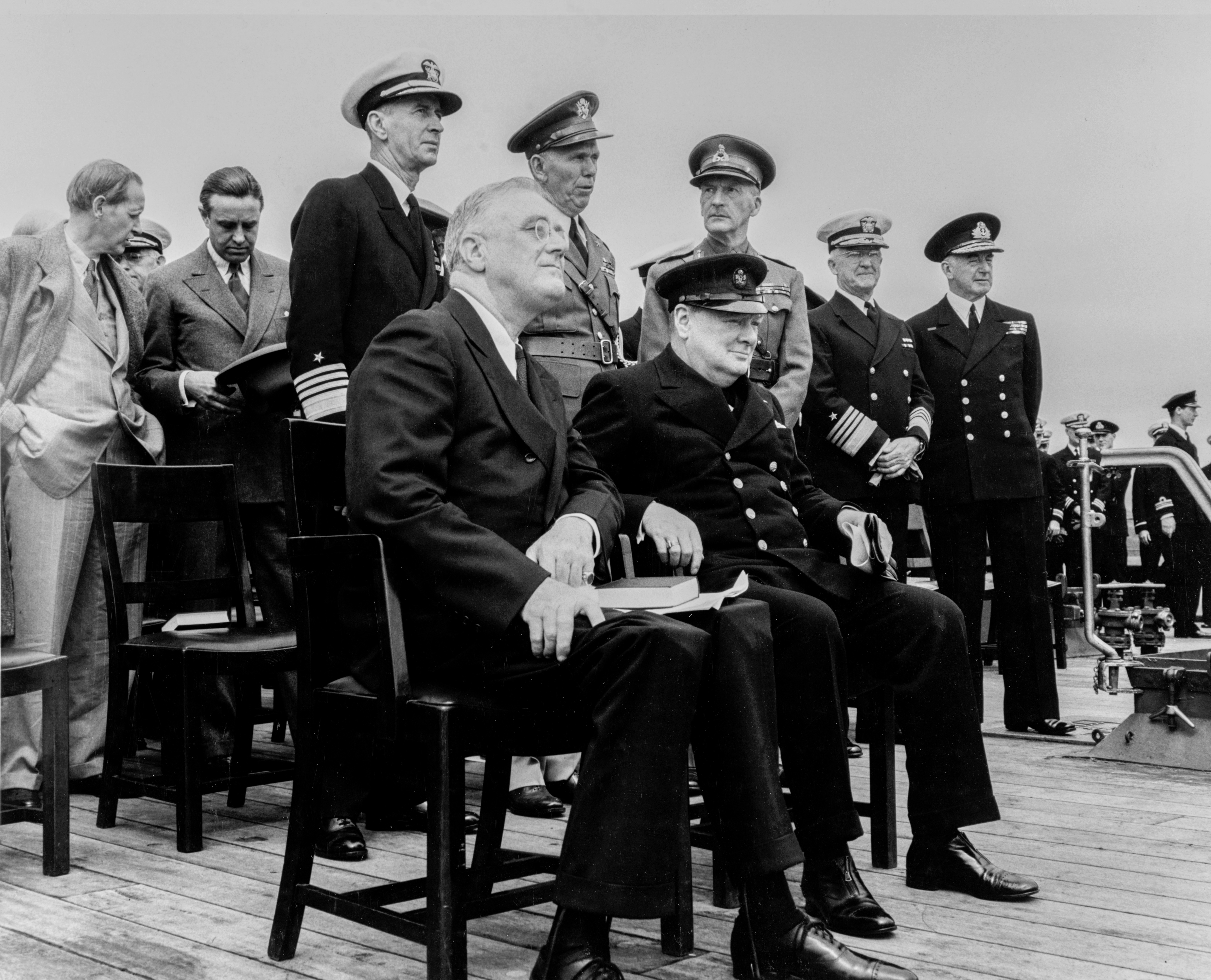
Roosevelt és Churchill

Az Atlantic Charter (Atlanti Okirat) az Amerikai Egyesült Államok elnöke Franklin D. Roosevelt és a Nagy Britannia miniszterelnöke Winston Churchill által 1941. augusztus 14-én aláírt dokumentum, melyben a két állam kijelenti, hogy a háború során nem szeretné növelni területeit.

## Főbb pontjai
A dekrétumnak nyolc fő alpontja volt:
- Az Amerikai Egyesült Államok és Nagy Britannia kijelenti, hogy nem óhajtja a területeinek a növelését
- Bármilyen területi változást az ott lakó nép akaratának megfelelően lehet csak végrehajtani
- Minden embernek önrendelkezési joga van
- A kereskedelmi akadályozásokat minimalizálni kell
- Világszintű szociális-gazdasági törekvést kell létrehozni a közjólét növelése érdekében
- A részt vevő államok arra törekednek, hogy minimalizálják a világszintű nélkülözést
- A résztvevők a szabad tengerek megteremtésére fognak törekedni
- Szükséges az agresszív államok lefegyverzése és a háború utáni általános lefegyverzés

## Nevének eredete
Kezdetben a dekrétum hivatalos neve Joint Declaration by the President and the Prime Minister volt, azonban a brit Munkáspárt újságja, a Daily Herald átkeresztelte Atlantic Charter névre. A név akkor vált hivatalossá, mikor azon év augusztus 24-én Churchill ilyen név alatt emlegette a parlamentben.

## Dokumentum elfogadása

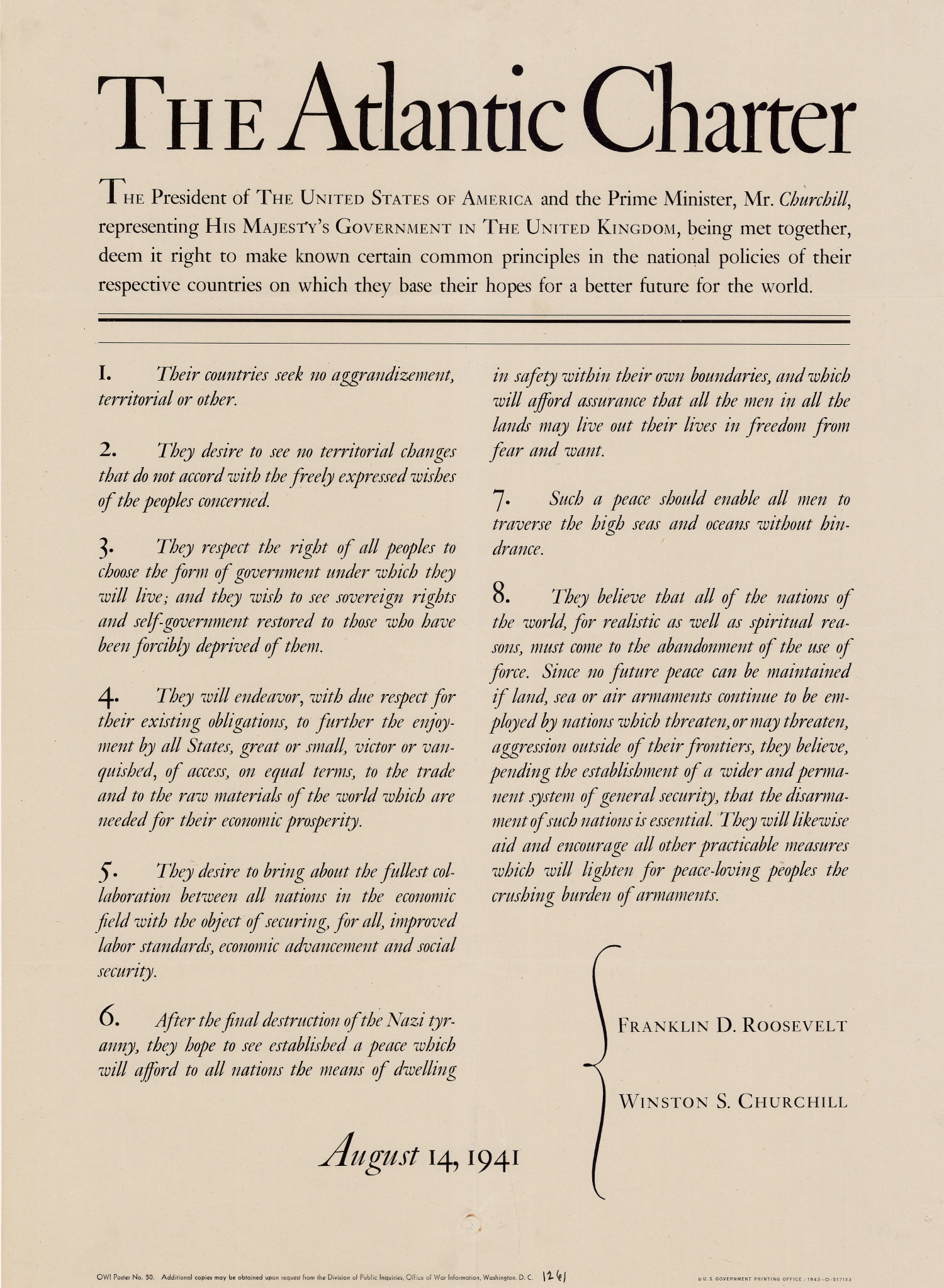
A dokumentum nyomtatott formája

A dokumentum egyik érdekessége az, hogy sosem létezett egy olyan dokumentum, amelyet a két vezető aláírt volna. Hosszas tárgyalások és javítások után a végső változatot végül mindkét országba telegráfolták. A végső változatot a parlamentben augusztus 21-én olvasta fel.
A dekrétumot hamar elfogadták a Szövetségesek, így az augusztus 24-én tartott általános gyűlésen a belga, csehszlovák, görög, luxemburgi, norvég, holland, lengyel, jugoszláv és francia képviselők egyaránt elfogadták, sőt, még a Szovjetunió is.

## Fordítás
- Ez a szócikk részben vagy egészben  az   Atlantic Charter című angol Wikipédia-szócikk ezen változatának fordításán alapul.  Az eredeti cikk szerkesztőit annak laptörténete sorolja fel. Ez a jelzés csupán a megfogalmazás eredetét és a szerzői jogokat jelzi, nem szolgál a cikkben szereplő információk forrásmegjelöléseként.